# Alberto Fouilloux
Alberto Fouillioux Ahumada (Santiago de Chile, 1940. november 22. – Santiago de Chile, 2018. június 23.) francia származású chilei válogatott labdarúgó, edző.
A chilei válogatott tagjaként részt vett az 1962-es és az 1966-os világbajnokságon.

## Sikerei, díjai
Universidad Católica
- Chilei bajnok (2): 1961, 1966

Chile
- Világbajnoki bronzérmes (1): 1962